# Holms distrikt, Dalsland
Holms distrikt är ett distrikt i Melleruds kommun och Västra Götalands län. 
Distriktet ligger vid Vänern, i och norr om Mellerud. 

## Tidigare administrativ tillhörighet
Distriktet inrättades 2016 och utgör en del av området Melleruds köping omfattade till 1971 och vari Holms socken uppgick 1952.
Området motsvarar den omfattning Holms församling hade vid årsskiftet 1999/2000.